# Клімат Естонії
Клімат Естонії — багаторічний режим погоди, який базується на метеорологічних спостереженнях, одна з основних географічних характеристик території країни. Перехідний від морського до помірно континентального. За кліматичними умовами виокремлюють приморський район і внутрішню Естонію, де зима більш прохолодна, а літо жаркіше.

## Географічне положення
Естонія — країна Північної Європи (59°49′17′′ і 57°30′33′′ північної широти), що лежить на східному узбережжі Балтійського моря і омивається водами його заток, Фінської — з півночі, Ризької — з півдня і заходу. Тривалість найкоротшого і найтривалішогоо днів в річному циклі: день зимового сонцестояння триває від 6 годин 2 хвилини (Таллінн) до 6 годин 39 хвилин (Валга); день літнього сонцестояння триває від 18 годин 40 хвилин до 18 годин 10 хвилин, відповідно.

## Атмосферна циркуляція
Естонія знаходиться під впливом вологих повітряних мас з Атлантики, що надходять із заходу, а також сухого арктичного повітря, що надходить з північного сходу, з Руської рівнини. Постійний вплив західних циклонів робить погоду досить нестійкою, особливо навесні й восени, небо переважно похмуре і хмарне. Нижня хмарність становить 4,8…5,7 балів. Середня тривалість сонячного сяйва — від 1628 годин у Тиравере до 1926 годин на острові Вільсанді.
Середня швидкість вітру в Естонії — від 2,7 м/с на материку до 6,6 м/с на островах.

## Температура
Зима м'яка й волога, найпрохолодніший місяць — лютий. Пересічна температура січня від −3,4 °C (на острові Вільсанді) до −6,6 °C на південному сході (Тарту). Літо тепле, нежарке, найтепліший місяць — липень; пересічна температура липня від +16,5 °C (на узбережжі Фінської затоки та на островах Балтійського моря) до +17,5 °C (на південному сході). Порівняно невелика амплітуда середньодобових температур лютого і липня характеризує помірність естонського клімату. Бувають роки, коли літо видається посушливим і жарким, а зима морозною, або літо прохолодне і дощове, а зима досить м'яка.
Рекордно теплим місяцем був липень 2010 в Нарва-Йиесуу, його температура склала +23,4 °C. Рекордно холодним місяцем був січень 1987 року, тоді в Нарві середня температура склала −18,0 °C.
Абсолютний максимум температури повітря в Естонії становить +35,6 °C, він зафіксований на метеостанції Виру 14 серпня 1992 року. 7 серпня 2010 року в Нарва-Йиесуу зафіксували температуру +35,4 °C. Рекорд в Тарту +35,2 °C, зафіксований 2 серпня 1896 року, був рекордом Естонії до 1992 року, тобто 96 років.
Абсолютний мінімум температури повітря в Естонії становить −43,5 °C, він був зареєстрований 17 січня 1940 року в Йиґева.

## Опади
Атмосферних опадів 550–700 мм на рік. На узвишшях, що затримують вологі повітряні маси із заходу, до 727 мм (Куузіку), на західному узбережжі до 535 мм (Кіхну). Максимум опадів припадає на другу половину літа. Сніговий покрив лежить від 70 до 130 днів на рік. Відносна вологість повітря, як правило, висока і за рік становить від 79% у Виру до 84% на західних островах. Число днів з опадами: від 102 на острові Кіхну до 127 на материку.
|                       |                    |                        |                    |
| Кліматограма Таллінна | Кліматограма Тарту | Кліматограма Вільсанді | Кліматограма Нарви |

## Небезпечні погодні явища
Море поблизу Естонії замерзає на недовгий час, наприклад, Талліннська затока лише на 1,5 місяця.